# Чачерск
Чачерск (блр. Чачэрск; рус. Чечерск) је град у источној Белорусији, и административни је центар Чачерског рејона Гомељске области. 

## Географија
Град лежи на ушћу реке Чачоре у Сож (као десна притока), на око 67 км северно од административног центра области града Гомеља. Град се налази у зони најтеже погођеној нуклеарном хаваријом у Чернобиљу.

## Историја
Насеље Чачерск основано је вероватно крајем  века, а први пут се помиње у летописима из 1159. као Радимичи Чичерск. Град се развио из утврђеног насеља које се налази у средишту данашњег града.
Све до средине XIV века био је део Черниговске кнежевине, једне од најмоћнијих руских држава, након чега је постао саставни део Велике кнежевине Литваније.
Године 1772. постаје саставни део Руске Империје, а већ две године касније тадашња руска царица Катарина Велика је уз помоћ локалног губернатора помогла у изградњи града. У том периоду саграђени су градска већница, три цркве, болница, позориште. Град је изграђен у класичном стилу.
Од 1919. саставни је део Гомељске области Белорусије. Службени статус града има од 1971. године.

## Демографија
Према подацима пописа из 2009. у граду је живело 8.011 становника.